# Александровка (Щербактинский район)
Александровка (каз. Александровка) — село в Щербактинском районе Павлодарской области Казахстана. Административный центр Александровского сельского округа. Село расположено вблизи границы с Российской Федерацией, в 48 км к юго-востоку от районного центра — села Шарбакты и в 128 км к востоку от областного центра — города Павлодара, на высоте 139 метров над уровнем моря. Код КАТО — 556833100.

## История
Село было основано в 1905 году. Название было дано по одному из членов царской семьи Романовых — Александра, как выражение верноподданнических чувств со стороны чиновников уездного Павлодара.
Село было волостным центром в Павлодарском уезде до 1923 года, затем входило в Орловскую волость, с 1928 года — в составе Цурупинского района, с 1963 года — в Щербактинском районе.
Александровка была центральной усадьбой бывшего мясо-молочного колхоза имени Абая. В 1929 году в селе был организован колхоз «Батрак», в 1934 году — имени Кирова, с 1950 года — имени Абая.

## Население
В 1985 году в селе проживало 1145 человек. В 1999 году численность населения села составляла 955 человек (468 мужчин и 487 женщин). По данным переписи 2009 года, в селе проживало 853 человека (409 мужчины и 444 женщины).